# Gary Cherone
Gary Francis Caine Cherone (ur. 26 lipca 1961 w Malden, Massachusetts) – amerykański muzyk. 

## Życiorys
Wokalista zespołu Extreme, w latach 1996-1999 członek zespołu Van Halen, z którym nagrał jedną płytę, Van Halen III.
W kwietniu 1992 wraz z wieloma innymi artystami wziął udział w koncercie The Freddie Mercury Tribute Concert na stadionie Wembley w Londynie.
17 października 2005 wydał solową EP-kę Need I Say More, zawierającą cztery utwory: „Need I Say More”, „Change My Mind”, „Yeah Yeah Yeah” i „Love Get Left Behind”.
W 2006 piosenkarz został sklasyfikowany na 55. miejscu listy 100 najlepszych wokalistów wszech czasów według Hit Parader.